# Jordi Calafat
Jordi Joan Calafat Estelrich (* 24. Juni 1968 in Palma) ist ein ehemaliger spanischer Segler.

## Erfolge
Jordi Calafat nahm an den Olympischen Spielen 1992 in Barcelona und 1996 in Atlanta mit Francisco Sánchez in der 470er Jolle teil. 1992 belegten sie den ersten Platz vor Kevin Burnham und Morgan Reeser sowie Tõnu und Toomas Tõniste und wurden mit einer Gesamtpunktzahl von 50 Punkten Olympiasieger. Vier Jahre darauf schlossen sie die Regatta auf dem neunten Platz ab. Bei Weltmeisterschaften gewannen Calafat und Sánchez 1989 und 1990 zunächst jeweils die Silbermedaille, ehe ihnen 1992 in Cádiz und 1993 in Crozon jeweils der Titelgewinn gelang.
Im Volvo Ocean Race 2008–2009 war er Crewmitglied der Yacht Telefonica Black, die den dritten Platz belegte. 2011–2012 wurde er mit dem Team Telefónica in der gleichnamigen Yacht Vierter.